# Chris Sale
Christopher Allen Sale (Lakeland, Florida, 30 de marzo de 1989), más conocido como Chris Sale, es un jugador profesional estadounidense de béisbol que se desempeña en la posición de lanzador en Atlanta Braves, equipo de las Grandes Ligas de Béisbol (MLB). Logró obtener un Guante de Oro.

## Carrera
Sale jugó como profesional siete temporadas en Chicago White Sox (2010-2016), después pasó a Boston Red Sox (2017-2019, 2021-2023), luego a Atlanta Braves, donde lleva jugando una temporada.

## Premios
Fue galardonado con el Guante de Oro en una oportunidad (2024).